# Roger Saint-Vil
Roger Saint-Vil (* 8. Dezember 1949 in Port-au-Prince; † 7. Juni 2020 in New York City) war ein haitianischer Fußballspieler.

## Karriere

### Verein
Saint-Vil spielte für Archibald FC, einen Verein aus Trinidad und Tobago.

### Nationalmannschaft
Bei der Qualifikation zu der WM 1970 wurde Saint-Vil bei der Begegnung gegen El Salvador eingesetzt, dieses Spiel verlor Haiti mit 1:2.
Im Zuge der Qualifikation zu der WM 1974 war er wieder im Kader und bestritt drei Spiele. Bei der Begegnung gegen die Niederländischen Antillen erzielte er bei dem 2:0-Sieg den zweiten Treffer.
Am 4. Dezember 1973 folgte die nächste Partie, der Gegner war diesmal Trinidad und Tobago. Nachdem es bis zu der 88. Minute noch 1:1 stand, erzielte Saint-Vil den 2:1-Siegtreffer und sicherte seiner Mannschaft wichtige Punkte im Kampf um die Qualifikation zu der WM 1974. Mit Haiti schaffte er letztendlich die Qualifikation und nahm mit seinem Land erstmals bei einer WM-Endrunde teil. 
Bei der WM 1974 war Saint-Vil, neben Kapitän Wilner Nazaire, der einzige Legionär im Kader. Seinen einzigen Einsatz hatte er bei der Begegnung gegen Polen, welche Haiti mit 0:7 verlor.

## Privates
Sein älterer Bruder Guy Saint-Vil war auch Nationalspieler für Haiti und bei der WM 1974 ebenfalls im Kader.